# Armando Tobar
Armando Segundo Tobar Vargas (født 7. juni 1938, død 18. november 2016) var en chilensk fodboldspiller (angriber).
Tobar spillede i hjemlandet for henholdsvis Santiago Wanderers i Valparaíso og Universidad Católica i Santiago. Med begge klubber var han med til at vinde det chilenske mesterskab, ligesom det med Wanderers blev til to pokaltitler.
Tobar spillede desuden 33 kampe for det chilenske landshold. Han var en del af det chilenske hold, der vandt bronze ved VM i 1962 på hjemmebane. Her spillede han fire af holdets seks kampe i turneringen, inklusive bronzekampen mod Jugoslavien. Han var også med til VM i 1966 i England, hvor han spillede én kamp.

## Titler
Primera División de Chile
- 1958 med Santiago Wanderers
- 1966 med Universidad Católica

Copa Chile
- 1959 og 1961 med Santiago Wanderers